# 増田貴彦 (心理学者)
増田 貴彦（ますだ たかひこ、1970年6月20日- ）は、日本の文化心理学者。アルバータ大学心理学部教授 。

## 来歴
東京都文京区生まれ埼玉県川口市出身。
1989年、北海道大学文I系（当時）に入学。
教養部（当時）で山岸俊男の社会心理学の講義を履修したことが契機となり、文学部行動科学科（当時）へ移行し、山岸俊男の指導の下で社会心理学を専攻する。
1993年、北海道大学文学部卒業（文学士）。
1996年に京都大学で北山忍の指導のもと修士号を取得。
その後、フルブライト奨学生としてミシガン大学でリチャード・E・ニズベットの指導のもと、修士号と博士号を取得。

### 研究
増田の最も論文引用率の高い研究は、魚のアニメーション画像をどのように描写するか、どこに注意を向けるかについての日米の学生の国際比較研究である。また、さまざまな感情を表したカートーン・キャラクターが描かれた一連の画像を用いた研究も論文引用率が高い。これらの一連の研究の結果から、東アジア文化圏の人々は、北米文化圏の人々に比べて視覚情報のなかでコンテクストや背景情報に注意を向けがちな傾向があり、そうした違いの背後には、洋の東西の思考様式の違いが反映しているという可能性を論じている。

### その他
近年は中国やモンゴル、トゥバ共和国などを訪れ、アジアの諸言語を学び研究のフィールドの幅を広げている。
また、モンゴルやトゥバの倍音唱法への関心がきっかけで巻上公一の主宰するトゥバ・ホーメイツアーに参加。
2019年にはトゥバ文化センター主催のホーメイ国際コンテストで入賞した。

## 学歴
- 1989年 暁星中学校・高等学校卒業
- 1993年 北海道大学文学部卒業
- 1996年 京都大学大学院文学研究科修士課程修了
- 2003年 ミシガン大学大学院心理学部博士課程修了、Ph.D.取得

## 職歴
- 2003年 北海道大学COEプログラム・ポストドクター研究員
- 2005年～2011年 アルバータ大学助教授
- 2011年～2018年 アルバータ大学准教授
- 2012年 米国ミシガン大学 客員准教授
- 2013年 京都大学客員研究員
- 2015年ー現在 北海道大学 社会科学実験研究センター 連携研究員
- 2017年ー現在　 一橋大学大学院国際企業戦略研究科 夏季客員研究員
- 2017年ー現在　 北海道大学インターナショナルパートナー
- 2018年ー現在　 アルバータ大学心理学部教授
- 2019年 一橋大学ビジネススクール国際企業戦略研究科客員教授

## 主な出版物
- Masuda, T., Li, L. M. W., Russell, M. J. & Lee, H. (2019). Perception and cognition. In S. Kitayama & D. Cohen (Eds.), Handbook of cultural psychology (Second Edition), pp. 222-245. New York: Guilford Press

- Masuda, T. (2017). Culture and attention: Recent empirical findings and new directions in cultural psychology. Social and Personality Psychology Compass, 11(12), e12363. DOI: 10.1111/spc3.12363.

- Imai, M., Kanero, J., & Masuda, T. (2016). The relation between language, culture, and thought: Discussions on the need for an interdisciplinary approach. Current Opinion in Psychology, 8, 70-77.

- 『岩波講座 コミュニケーションの認知科学 １言語と身体性』今井むつみ,山崎由美子,浅野倫子,渡邊淳司,大槻美佳,佐治伸郎,松井智子,喜多壮太郎,安西祐一郎,岡田浩之,橋本敬,増田貴彦 共著 岩波書店 (2014)

- 『ボスだけを見る欧米人 みんなの顔まで見る日本人』講談社+α新書 (2010)

- 『文化心理学 上・下 心がつくる文化、文化がつくる心 (心理学の世界 専門編)』増田貴彦,山岸俊男 培風館 (2010)

- Masuda, T., Gonzalez, R. Kwan, L., & Nisbett, R. E. (2008). Culture and aesthetic preference: Comparing the attention to context of East Asians and European Americans. Personality and Social Psychology Bulletin, 34, 1260–1275

- Masuda, T., Ellsworth, P. C., Mesquita, B., Leu, J., Tanida, S., & van de Veerdonk, E. (2008). Placing the face in context: Cultural differences in the perception of facial emotion. Journal of Personality and Social Psychology, 94, 365-38

- Masuda, T. & Nisbett, R. E. (2006). Culture and change blindness. Cognitive Sciences, 30, 381-399.

- Nisbett, R. E., & Masuda, T. (2003). Culture and point of view. Proceedings of the National Academy of Sciences of the United States of America, 100, 11163-11175.

- Masuda, T. & Nisbett, R. E. (2001). Attending holistically vs. analytically: Comparing the context Sensitivity of Japanese and Americans. Journal of Personality and Social Psychology, 81, 922-934.

- 『文化心理学 理論と実証』柏木惠子,増田貴彦,東 洋 共著 東京大学出版会 (1997)

## 受賞
- ブリックマン記念賞、ミシガン大学
- 日本心理学会国際賞・奨励賞
- 日本社会心理学会出版賞
- 科学的心理学会フェロー（APS Fellow）

## 研究室
アルバータ大学心理学部で活発な研究室を運営しており、自身の研究を行う傍ら、多くの大学院生や学部生の研究プロジェクトを指導している。。

## 所属団体
- The Association for Psychological Sciences
- Society for Personality and Social Psychology (性格心理学・社会心理学会）
- 日本心理学会
- 日本社会心理学会
- International Association for Cross Cultural Psychology （国際異文化心理学会）